# EA-3148
EA-3148 – fosforoorganiczny i siarkoorganiczny związek chemiczny, paralityczno-drgawkowy bojowy środek trujący z grupy związków V, będący najsilniejszym inhibitorem inhibitorem acetylocholinoesterazy testowanym na ludziach. Jest bezbarwną lub jasnożółtą bezwonną cieczą o prężności par równej 0,0004 mm Hg w 25 °C. W czasie zimnej wojny był badany zarówno przez Stany Zjednoczone, jak i ZSRR, jednak obie strony uznały go za środek nienadający się do użycia bojowego.
Działanie EA-3148 na ludzi było przedmiotem amerykańskich badań, których wyniki opisano w wojskowym raporcie. Grupie ochotników podawano dożylnie tę substancję w dawkach 0,7–1,15 μg/kg, a części z nich także skopolaminę i PAMCI. Objawy toksycznego działania EA-3148, między innymi zmęczenie, zawroty głowy i nadmierna potliwość, pojawiały się w ciągu 5–8 minut, a poziom acetylocholinoesterazy spadał do około 20% w pierwszych 15 minutach i do 0% po 48 godzinach po podaniu środka. U badanych, którym podawano skopolaminę lub PAMCI, nie odnotowano znacznego obniżenia poziomu acetylocholinoesterazy. Niedokładne przeprowadzenie tych testów – w tym brak badań neurologicznych i psychologicznych, brak informacji lekarzy o przebiegu eksperymentu oraz ogólnikowe obserwacje objawów u badanych – powoduje, że nie są one wystarczająco wiarygodne dla pełnej analizy działania EA-3148 na organizm ludzki.